# Naima Wifstrand
Naima Wifstrand, (Stockholm, 1890. szeptember 4. – Stockholm, 1968. október 23.) svéd színésznő, operett énekesnő.

## Élete és pályafutása
1890-ben született Stockholmban. 
Wifstrand soha nem tanult színészetet, de a művészetet alaposan elsajátította, amikor 1905-ben csatlakozott az Anna Lundberg Színtársulathoz. Ez akkoriban Svédország egyik jó hírű és nagy tiszteletnek örvendett színházának számított. Éveken keresztül turnézott velük, kisebb szerepekben lépett fel főleg Stockholmban és Helsinkiben. Nem is igazán tervezett magának színészi karriert, inkább az éneklés foglalkoztatta. Később harminc éven keresztül Svédország egyik legnépszerűbb és legsikeresebb operett énekesének számított. Csak az 1940-es évektől kezdett el aktívan színészkedni az éneklés helyett, az ország egyik legjobb karakterszínésznőjeként emlékezetes mellékszerepeket nyújtva mind filmvásznon, mind színpadon.
Zenét és éneklést még a Svéd Királyi Zeneakadémián kezdett el tanulni, majd 1910-ben Londonba ment folytatni tanulmányait. Tanulmányai befejezése után az egyik legjobb operett énekesnőnek számított Skandináviában. Az áttörést Kálmán Imre Csárdáskirálynője hozta el számára 1916-ban. Az 1920-as években főleg oslói és koppenhágai operaházakban dolgozott. Évekig Londonban is élt, ahol színpadon adott elő trubadúr dalokat gitárral. Az 1930-as évek során a brit televíziózás hőskorában a TV képernyőjén is látható volt.
Az 1940-es évek során felhagyott az énekléssel, és figyelme a színészet felé fordult, tehetsége hamar megmutatkozott erős karizmatikus kisugárzásával. Számos fiatal tehetséges svéd rendezővel dolgozott együtt, ezek közül az egyik Ingmar Bergman volt. Később a rendező egyik legmegbízhatóbb és legtöbbet foglalkoztatott színésznője lett. A Malmői Városi Színháznál tagja volt Bergman színjátszó együttesének - többek között Harriet Andersson, Max von Sydow és Ingrid Thulin mellett - a legendás 1954-es és 1961-es év között. Az 1950-es években olyan Bergman sikerfilmekben is játszott, mint az Egy nyáréjszaka mosolya (1955), A nap vége (1957) és az Arc (1958).

## Fontosabb filmjei
- 1968: Farkasok órája (Vargtimmen) – hölgy kalapban
- 1958: Arc (Ansiktet) – Vogler nagymama
- 1957: A nap vége (Smultronstället) – Borgné
- 1955: Egy nyáréjszaka mosolya (Sommarnattens leende) – Armfeldtné
- 1955: Női álmok (Kvinnodröm) – Arénné
- 1952: Várakozó asszonyok (Kvinnors väntan) – Lobeliusné
- 1949: Szomjúság (Törst) – Miss Henriksson
- 1948: Zene a sötétben (Musik i mörker) – Schröderné

## Fordítás
- Ez a szócikk részben vagy egészben  a   Naima_Wifstrand című angol Wikipédia-szócikk fordításán alapul.  Az eredeti cikk szerkesztőit annak laptörténete sorolja fel. Ez a jelzés csupán a megfogalmazás eredetét és a szerzői jogokat jelzi, nem szolgál a cikkben szereplő információk forrásmegjelöléseként.